# Precis andremiaja
Precis andremiaja är en fjärilsart som beskrevs av Jean Baptiste Boisduval 1833. Precis andremiaja ingår i släktet Precis och familjen praktfjärilar. Inga underarter finns listade i Catalogue of Life.